# Emiliano Chamorro Vargas

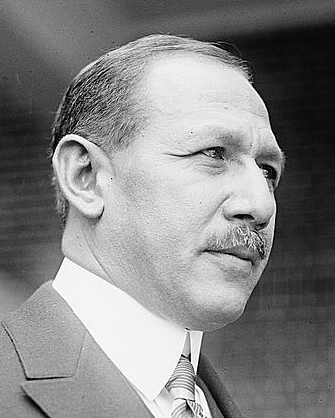
Emiliano Chamorro

Emiliano Chamorro Vargas (* 11. Mai 1871 in Acoyapa; † 26. Februar 1966 in Managua) war vom 1. Januar 1917 bis 31. Dezember 1920 und von 17. Januar bis 30. Oktober 1926 Präsident von Nicaragua.

## Leben
Chamorro Vargas war der Sohn von Salvador Chamorro und seiner Gemahlin Gregoria Vargas Báez. Er war Enkel von Dionisio Chamorro Alfaro und dessen Gemahlin Mercedes Oreamuno, sowie Großneffe von Pedro Joaquín Chamorro y Alfaro, Fernando Chamorro Alfaro und Fruto Chamorro Pérez.
Beim Sturz von José Santos Zelaya 1909 wurde Chamorro Vargas Vorsitzender der verfassungsgebenden Versammlung und Vorsitzender der Partido Conservador. Als Belohnung für seinen Beitrag zum Scheitern einer Revolte gegen Präsident Adolfo Díaz, sandte ihn dieser ihn als Botschafter in die USA. Dort handelte er 1914 den Bryan-Chamorro Vertrag aus. Dieser gab den USA das unbefristete Recht durch Nicaragua einen Kanal zu bauen, welcher den Pazifischen Ozean mit der Karibik verbinden würde.
1917 wurde Chamorro Vargas zum Präsidenten von Nicaragua gewählt. Das Amt übte er bis 1921 aus und wurde anschließend erneut Botschafter in den USA. Er kandidierte 1923 zum Präsidentenamt, Präsident wurde jedoch José Carlos Solórzano Gutiérrez, von der Partido Conservador Republicano in einer alianza libero-conservadora mit Juan Bautista Sacasa von der Partido Liberal als Vizepräsident. Am 25. Oktober 1925 putschte Chamorro Vargas gegen Solórzano. Solórzano blieb Präsident, bis ihn Chamorro am 16. Januar 1926 mit Waffengewalt aus dem Amt drängte. Emiliano Chamorro wurde von der US-Regierung nicht anerkannt, Chamorro trat am 30. Oktober 1926 zurück. Sein Nachfolger Sebastián Uriza war vom 11. November bis zum 14. November 1926 im Amt. Die US-Regierung erkannte den Buchhalter eines US-Bergbauunternehmen Adolfo Díaz zum zweiten Mal als Präsident von Nicaragua an.
Chamorro Vargas wurde als Botschafter in eine Reihe europäischer Staaten geschickt. Entsprechend der Geschichte der Partido Conservador war er ihr Vorsitzender im Exil. 1950 arrangierte er sich und die Partido Conservador im Pacto de los Generales mit dem Regime von Anastasio Somoza García. Der Oligarchie der Partido Conservador wurden vom Somoza-Clan eine bestimmte Anzahl von Sitzen in beiden gesetzgebenden Kammern zugesagt.